# Нижнее Карлово
Нижнее Карлово — деревня в Колпнянском районе Орловской области. Входит в состав Карловского сельского поселения. Население — 130 чел. (2010).

## География
Нижнее Карлово находится в пределах центральной части Среднерусской возвышенности, в лесостепной зоне, в юго-восточной части области, в центральной части района,  у реки Колпенка.
Уличная сеть не выражена; деревня сформирована обособленными кварталами.
Климат
Климат умеренно континентальный; средняя температура января −8,5 °C, средняя температура июля +18,5 °C. Среднегодовая температура воздуха составляет +4,6 °C. Абсолютный минимум температуры воздуха составляет -38 °C, а абсолютный максимум +37 °C. Годовое количество осадков 500—550 мм, в среднем 515 мм. Количество поступающей солнечной радиации составляет 91-92 ккал/см². По агроклиматическому районированию деревня Нижнее Карлово, также как и весь район и поселение, относится к южному с коэффициентом увлажнения 1,2-1,3. 
Часовой пояс
деревня Нижнее Карлово, как и вся Орловская область, находится в часовой зоне МСК (московское время). Смещение применяемого времени относительно UTC составляет +3:00.

## Население
| 2002 | 2010 |
| ---- | ---- |
| 153  | ↘130 |

Национальный состав
Согласно результатам переписи 2002 года, в национальной структуре населения русские составляли 99 % от общей численности населения в 153 жителя

## Инфраструктура
Действует территориальное общественное самоуправление «Нижнее Карлово».
Личное подсобное хозяйство с зоной сельскохозяйственного использования, индивидуальная застройка усадебного типа. Свыше 20 домов газифицированы.  Газопровод низкого давления обслуживает Орловский филиал ОАО «Газпромрегионгаз» Колпнянский РЭУ .
Проект планировки и застройки деревни предполагает создание общественного центра вблизи к существующей застройке, формируя его зданиями клуба, административного здания, столовой, магазина и блокированными домами. По проекту школьный участок граничит со спортивно-парковой зоной, начинающаяся сразу за общественным центром и вместе с существующим прудом.

## Транспорт
Находится на автодороге регионального значения «Дросково — Колпны» (идентификационный
номер 54 ОП РЗ 54К-11) (Постановление Правительства Орловской области от 19.11.2015 N 501 (ред. от 20.12.2017) «Об утверждении Перечня автомобильных дорог общего пользования регионального и межмуниципального значения Орловской области»). Остановка общественного транспорта «Нижнее Карлово».